# Comme des reines
Pour plus de détails, voir Fiche technique et Distribution.
Comme des reines est un téléfilm français réalisé par Marion Vernoux en 2021 abordant le sujet de la prostitution chez les adolescents. Il est diffusé sur France 2 le 22 juin 2022 et le 28 juin 2023.
Il est récompensé au Festival TV de Luchon et obtient le Prix Europa.

## Synopsis
Samia, adolescente cherchant sa voie, se retrouve entraînée par deux amies dans un réseau de prostitution.

## Fiche technique
Sauf indication contraire ou complémentaire, les informations mentionnées dans cette section proviennent du générique de fin de l'œuvre audiovisuelle présentée ici.
- Titre : Comme des reines
- Réalisation : Marion Vernoux
- Scénario : Sandrine Gregor et Mélina Jochum
- Production : Joëy Faré
- Production artistique : Léa Gabrié
- Production exécutive : Sophie Barrat
- Photographie : Antoine Roch
- Montage : Widy Marché
- Décors : Marion Pagès Gonzalo
- Son : Michel Casang
- Costumes : Elfie Carlier
- Musique : Nicolas Becker et Quentin Sirjacq

## Distribution
Sauf indication contraire ou complémentaire, les informations mentionnées dans cette section proviennent du générique de fin de l'œuvre audiovisuelle présentée ici.
- Sarah Isabella : Samia
- Nina Louise : Louise
- Bintou Ba : Jessica
- Idir Azougli : Nico
- Bernard Campan : Jean-Philippe
- Karole Rocher : Mona
- Nathalie Richard : Aline
- Emma Boulanouar : Nour
- Rayan El Amrousy : Hamzy
- Sébastian Judéa : Cyril
- Louaï El Amrousy : Youssouf
- Francis Leplay : lieutenant Bac
- Rabah Nait Oufella : Rayanne
- Marion Vernoux : médecin

## Musique
Sauf indication contraire ou complémentaire, les informations mentionnées dans cette section proviennent du générique de fin de l'œuvre audiovisuelle présentée ici.
- Michel - Michel en ride
- Superjava - Cocobongo
- 7kingZ - Life's a Party
- Schubert - Du bist die ruh D776 Op59
- Michel feat. Vladimir Cauchemar - Ta vie
- Danger Twins - Bon voyage
- Arnaud Pujol - Freedom
- Schubert - Nacht und Träume D827 Op43
- Nina Louise et Laurent Bertaud - Comme des reines
- Vincent Bouhelier - Looptrap 2
- Jason DeRoss - Shake dat ass
- Jérémy Souillart - Yamba
- Leith - VS
- Jérémy Souillart - Blue vision
- Marcus Latief Scott - Stay out of my way
- Lyna Mahyem - Tu voulais
- Quentin Guglielmi - Barry le magnifique
- Velvet - Brighter days

## Tournage
Le film est tourné en vingt-et-un jours en septembre 2020.

## Diffusions et audiences
Sur France 2, le 22 juin 2022, la fiction est regardée par 2,72 millions de téléspectateurs et arrive en tête des audiences. Le film est rediffusé un an plus tard sur la même chaîne.

## Accueil critique
Le Parisien accorde au téléfilm un note de 5/5 et Télérama un TTT (Très bien).
Ce dernier avance que "la fiction tient à distance tout déterminisme, rappelant que la prostitution concerne des adolescentes de tous horizons et frappe des familles sans dysfonctionnements apparents" et que "le film est finement écrit et très bien construit, qui sait garder le voyeurisme à distance tout en empoignant son sujet, sans impudeur ni euphémisation".
Pour Le Monde, la réalisatrice et ses interprètes parviennent à informer et dénoncer le sujet de la prostitution "en faisant l’économie du didactisme, de la psychologie, de l’excès d’empathie. Comme des reines met en scène avec une sécheresse et une précision glaçantes un moment atroce et banal dans la vie d’une très jeune fille. [...] Scénario et mise en scène tournent résolument le dos à l’imagerie de la fille mise sur le pavé qui irrigue la fiction française, [...]. C’est un risque, car il faut bien avouer que le trio inspire plus d’exaspération que de compassion".

## Récompenses
- Prix Europa 2021 : Meilleure fiction TV[6]

Au Festival TV de Luchon en 2021, la fiction obtient les récompenses suivantes :
- Pyrénées d'or de la presse
- Pyrénées d'or de la meilleure fiction unitaire
- Prix de la meilleure interprétation masculine pour Idir Azougli
- Prix du meilleur espoir pour Sarah Isabella, Nina Louise et Bintou Ba
- Prix Média Enfance Majuscule 2023, catégorie Fiction